# Sahamongkol Film International
Sahamongkol Film International Company Limited abbreviato in Sahamongkol Film International (in thailandese บริษัท สหมงคลฟิล์ม จำกัด), è uno studio cinematografico thailandese impegnato nel settore della produzione e distribuzione cinematografica.
È la seconda società attiva in Thailandia per utile netto e occupazione del settore media, dopo la GMM Grammy, mentre la succedono case quali Five Star Production e RS Film.
La Sahamongkol è stata fondata nel 1970 a Bangkok dove ha la sede centrale.
La distribuzione cinematografica di film stranieri in Thailandia e di prodotti natii all'estero, è gestita dalla filiale "Mongkol Major".
Tra i prodotti più celebri distribuiti anche in Occidente, Ong-Bak - Nato per combattere e The Protector - La legge del Muay Thai.

## Filmografia

### Produzione
- Plae Kao (1979)
- Sia dai 2 (1997)
- 7 pra-jan-barn (2002)
- Ong-Bak - Nato per combattere (Ong-Bak) (2003)
- Keunbab prompiram (2003)
- The bodyguard - La mia super guardia del corpo (The bodyguard) (2004)
- Born to Fight (Kerd ma lui) (2004)
- The Overture (Hom rong) (2004)
- The Protector - La legge del Muay Thai (Tom yum goong) (2005)
- Ong-bak 2 (2008)
- Siam Square (2017)

### Distribuzione
- Plae Kao (1979)
- Sia dai (1996)
- Sia dai 2 (1997)
- Pop Weed Sayong (2001)
- Khang lang phap (2001)
- Suriyothai (2001)
- 999-9999 (2002)
- Saam gaang (2002)
- Ong-Bak - Nato per combattere (Ong-Bak) (2003)
- Baytong (OK baytong) (2003)
- Jod mai rak (2004)
- The Commitment (2004)
- Rice Rhapsody (Hainan ji fan) (2004)
- Buppah Rahtree Phase 2: Rahtree Returns (2005)
- Narok (2005)
- The Protector - La legge del Muay Thai (Tom yum goong) (2005)
- Boa... Nguu yak! (2006)
- Colic: dek hen pee (2006)
- Just Follow Law (Just Follow Law: Wo zai zheng fu bu men de ri zi) (2007)
- Chocolate (2008)
- Queens of Langkasuka (Puen yai jom salad) (2008)
- Zombies! Zombies! Zombies! (2008)
- Khon fai luk (2008)
- Ong-Bak 2 - La nascita del dragone (2008)
- Siam Square (2017)